# Транексамовая кислота
Транексамовая кислота (англ. Tranexamic acid) — лекарственное средство, которое применяют для лечения или предотвращения чрезмерной потери крови от травмы, хирургического вмешательства, гемофилии, тяжелых менструальных кровотечений при наследственном ангионевротическом отеке. Применяется в оральных и внутривенных формах.
Побочные эффекты редки и включают желудочно-кишечные эффекты, головокружение, усталость, головную боль, реакции гиперчувствительности. Этот препарат должен использоваться с осторожностью у людей с заболеванием почек и тех людей, которые имеют высокий риск образования тромбов. Транексамовая кислота безопасна для использования у беременных женщин. Однако, её надо с осторожностью применять у кормящих женщин.
Транексамовая кислота — это синтетический аналог аминокислоты лизина.

## Применение
Кровотечение при родах
Препарат широко применяется при внутренних кровотечениях в брюшной полости и кровотечениях при родах.
Травмы головы
По сообщению журнала The Lancet транексамовая кислота способна радикально улучшать состояние пациентов с травмами головы. Лечебное действие основано на прекращении кровотечения из разорванных сосудов внутри черепной коробки. Для положительного эффекта необходимо ввести препарат внутривенно как можно скорее после несчастного случая. Действие препарата заключается в предотвращении развития кровотечения до опасного уровня.

## Побочные эффекты
Общие побочные эффекты включают:
- Головные боли;
- Боли в спине;
- Возникновение патологии околоносовых синусов;
- Боли в животе;
- Понос;
- Усталость;
- Анемия.

Редкие побочные эффекты включают:
- Легочная эмболия;
- Тромбоз глубоких вен;
- Анафилаксия;
- Нарушения зрения.

## Общество и культура
ТХА был включен в перечень ВОЗ основных лекарственных средств. TXA является недорогой и лечение будет считаться экономически эффективным с высоким, средним и низким уровнем доходов.

## Фирменные наименования
Транексамовая кислота продаётся в США и Австралии в форме таблеток как Lysteda и в для внутривенного вливания, как Cyklokapron и Transamin, в Великобритании как Цикло-Ф и Femstrual, в Азии как Transcam, как Traxyl в Бангладеш, в Индии, как Pause, в Южной Америке как Espercil, в Японии как Nicolda, во Франции, Польше и Румынии в качестве Exacyl и в Египте, как Kapron. На Филиппинах, её капсулы позиционируются как Hemostan и в Израиле как Hexakapron.